# Operação Cólera de Bohama
Operação Cólera de Bohama foi uma operação militar conduzida pelos militares do Chade de 31 de março a 8 de abril de 2020 contra os insurgentes jihadistas.

## Prelúdio
Em 23 de março de 2020, 98 soldados chadianos foram mortos em um ataque do Boko Haram na base de Bohama, em uma ilha no Lago Chade. Para o exército chadiano, foi o registro de baixas mais pesado já registrado em uma luta contra os jihadistas. O presidente do Chade, Idriss Déby, declarou: "Eu recuso essa derrota e a resposta deve ser fulminante."

## Desenvolvimento
O exército chadiano iniciou sua operação em 31 de março.  Pelo menos 6.000 homens foram enviados para a região do Lago Chade. Um batalhão de 480 homens a caminho da “região das três fronteiras” entre Mali, Burkina Faso e Níger é urgentemente reconvocado. O próprio presidente Idriss Déby se encarrega das operações e assina um decreto declarando como "zonas de guerra" os departamentos de Fouli e Kaya, localizados na província de Lac, na fronteira com o Níger e a Nigéria.
O exército também penetra de forma aprofundada, mesmo nas áreas do lago localizadas no território nigerino e nigeriano. Em 4 de abril, Idriss Déby declara que não há mais "um único jihadista em toda a área insular". Em 6 de abril, o porta-voz do governo Oumar Yaya Hissein confirmou declarando que não havia "um único elemento do Boko Haram no território chadiano". A operação terminou em 8 de abril.

## Perdas
O porta-voz do exército chadiano, coronel Azem Bermendoa Agouna, declarou à AFP em 9 de abril que 52 soldados chadianos foram mortos na operação. Quanto aos jihadistas, o exército reivindicou 1.000 mortes e 50 canoas motorizadas destruídas. Contudo, o número de baixas dos jihadistas é inverificável e provavelmente exagerado.  Uma fonte militar do Le Monde informa várias centenas de mortos nas fileiras dos jihadistas.
58 prisioneiros são transferidos para a capital chadiana, mas 44 são descobertos mortos em suas celas em 16 de abril de 2020. A autópsia indica "que houve consumo de uma substância letal e iatrogênica, tendo produzido um distúrbio cardíaco em alguns e asfixia severa noutros".